# Wojtek
Wojtek (1942-1963; ['vɔjtɛk]) va ser un os bru del Caucas adoptat pels soldats de la 22a Companyia de Subministraments d'Artilleria, Segon Cos polonès, de l'exèrcit polonès durant la Segona Guerra Mundial. A la batalla de Montecassino, Wojtek va ajudar a transportar municions de l'exèrcit.
La història de Wojtek va començar després de l'ocupació de part de Polònia per tropes russes el 1939, milers de soldats polonesos van ser enviats a camps de presoners a l'interior de la Unió Soviètica. L'atac alemany del 22 de juny de 1941 va conduir a un acord entre Moscou i el govern polonès en l'exili per alliberar els polonesos presoners.
Un total de 40.000 soldats i 26.000 civils es van trobar de sobte abandonats a les estepes de l'Àsia central. Van passar aquest hivern en tendes de campanya, suportant temperatures de fins a –50 °C. Per fi, al juliol de 1942, Stalin va permetre que els que havien sobreviscut anessin evacuats a l'Iran navegant a través del mar Caspi.
Una vegada a l'Iran, van ser acollits pels britànics, que van comprovar que la majoria dels polonesos sofrien malnutrició i malalties. Una vegada recuperada la salut, els soldats polonesos quedarien enquadrats en dues divisions, la 5a Kresowa i la 3a Carpàtica, en les quals van trobar compatriotes que havien aconseguit fugir de l'avanç soviètic tot escapant-se a través d'Hongria i Romania, i que ja s'havien estrenat en combat lluitant en Tobruk. La seva destinació seria el Líban, on es trobava la resta de forces poloneses.
Els soldats van iniciar el llarg camí. La caravana de camions va començar a travessar les muntanyes que separen l'Iran de l'Iraq. Va ser en un pas de muntanya entre Hamadan i Kangavar quan van trobar un noi famolenc i cansat que els va demanar una mica de menjar. Mentre menjava d'una de les llaunes de carn que li van oferir, els polonesos van advertir que del sac que carregava el noi en sortia un animal. Es tractava d'un cadell d'os bru d'unes vuit setmanes. Segons va referir el noi, l'havia trobat en una cova. Uns caçadors havien matat la seva mare i l'os no es trobava en bones condicions; amb prou feines podria sobreviure.
Un dels polonesos es va mostrar disposat a comprar-li el cadell. El nen es va negar a desprendre-se'n, però els soldats van començar a oferir-li xocolatines, llaunes de carn i caramels, fins que un bolígraf que es convertia en navalla va acabar per decidir-lo a vendre l'animal.
Per alimentar l'os, els polonesos van improvisar un biberó amb una ampolla de vodka buida i un mocador amb un petit forat al centre que feia la funció d'una tetina. El cadell no s'hi va pensar dues vegades i es va empassar àvidament la llet condensada diluïda amb aigua que contenia l'ampolla. Després de la presa, va buscar acomodament al costat d'un soldat anomenat Piotr, buscant una mica de calor, i es va quedar adormit. Curiosament, després d'aquest dia sempre buscaria el mateix soldat per dormir la migdiada al seu costat. Un soldat es va adonar que l'os encara no tenia nom i va decidir batejar-lo amb un nom típicament polonès, Wojtek (pronunciat voi-tec).
En els mesos següents, durant la seva estada a l'Orient Mitjà, el petit orfe va rebre tot tipus d'atencions dels seus nous amics. Para a ells era molt gratificant la seva presència, que els ajudava a suportar els rigors de la vida militar. Per la seva banda, Wojtek es va integrar ràpidament en l'ambient militar i ben aviat va abandonar els biberons per desenvolupar una afició especial per la cervesa. L'os va passar, en certa manera, a ser un soldat més; en les desfilades, Wojtek caminava alçat sobre dues potes i en els trajectes en jeep o camió anava assegut com qualsevol passatger, per a sorpresa dels que ho veien per primera vegada.
Al començament de 1944, les tropes poloneses van ser sol·licitades a Itàlia, on els aliats estaven tractant de trencar el front a la regió que envoltava l'abadia de Muntanya Cassino, sense aconseguir-ho per culpa de la tenaç resistència germana.
Els polonesos van arribar per carretera al port d'Alexandria, on havien d'embarcar-se rumb a Itàlia. Però allí els esperava una desagradable sorpresa: els britànics no permetien que viatgés cap animal a bord del buc, per la qual cosa Wojtek havia de quedar-se a Egipte. Naturalment, els soldats polonesos no estaven disposats de cap manera a deixar enrere el seu amic, per la qual cosa van decidir allistar-lo a l'Exèrcit polonès i li van proporcionar tota la documentació pertinent. L'encarregat de permetre l'embarcament va examinar amb deteniment les credencials del plantígrad i, fent gala de la proverbial flegma britànica, va convidar l'animal a pujar al vaixell amb una palmada en l'espatlla.
Els polonesos entraren en combat a Monte Cassino al mes d'abril, juntament amb soldats de moltes altres nacionalitats. Allí, les posicions avançades en els abruptes penyals de la zona havien de ser proveïdes d'aliments i munició a través d'estrets i perillosos camins, per la qual cosa el material s'havia de portar amb mules. Mentre els polonesos estaven baixant caixes d'un camió per carregar-les després sobre les mules, Wojtek es va acostar al vehicle i es va posar dempeus sobre les dues potes posteriors, mentre que amb les davanteres intentava acostar-se a les caixes de material. Els seus companys, meravellats per l'escena, van interpretar que Wojtek tractava de dir-los. «Deixau-me-la a mi, aquesta feina. Puc fer-la!».

Figura de Wojtek dibuixada per un soldat polonès.

Per tant, van lligar una caixa al llom de l'animal i aquest va començar a avançar amb seguretat. Els polonesos confiaren que Wojtek carregaria les caixes més pesades, i l'os no els va defraudar. Un soldat va dibuixar la imatge de Wojtek traslladant a l'espatlla un gran projectil; aquesta passaria a ser la insígnia oficial de la unitat. Sense donar mostres de fatiga, i sense espantar-se en cap moment pel soroll de les contínues explosions, l'animal va col·laborar amb la seva força i la seva forta resistència a l'heroic paper dels polonesos a Monte Cassino, que culminaria al maig amb la presa de l'abadia i la col·locació de la Bandera polonesa a les ruïnes del disputat edifici.
Una vegada finalitzada la contesa, els soldats polonesos van ser traslladats a la Gran Bretanya i, com no podia ser d'altra manera, Wojtek va ser amb ells. Van arribar a Glasgow, on van ser rebuts triomfalment per la població. Però la gran atracció era sens dubte Wojtek, que desfilava orgullós al capdavant dels seus companys pels carrers de la ciutat escocesa. Aquest va ser el gran moment de glòria de qui era ja popularment conegut com l'Os Soldat.
Acabada la guerra, l'os es va quedar al Zoològic de Winfield Park com a exemplar molt famós durant molts anys. Wojtek va morir al desembre de 1963 quan tenia 21 anys.
Les autoritats del zoo van erigir una placa en record seu, en una cerimònia a la qual va assistir una nodrida representació dels soldats que havien compartit amb ell aquells violents però emocionants anys.
Avui es poden veure estàtues de Wojtek a l'Imperial War Museum de Londres o al Canadian War Museum d'Ottawa, en homenatge a aquest animal que va entrar amb tots els honors en la història militar, no només pel seu esperit de sacrifici, sinó per la companyonia i amistat demostrada durant la guerra, la qual cosa li va fer guanyar-se per sempre el respecte i l'admiració dels seus companys.